# Arganil
Arganil – miejscowość w Portugalii, leżąca w dystrykcie Coimbra, w regionie Centrum w podregionie Pinhal Interior Norte. Miejscowość jest siedzibą gminy o tej samej nazwie.

## Demografia
| Liczba ludności gminy Arganil (1801–2011) | Liczba ludności gminy Arganil (1801–2011) | Liczba ludności gminy Arganil (1801–2011) | Liczba ludności gminy Arganil (1801–2011) | Liczba ludności gminy Arganil (1801–2011) | Liczba ludności gminy Arganil (1801–2011) | Liczba ludności gminy Arganil (1801–2011) | Liczba ludności gminy Arganil (1801–2011) | Liczba ludności gminy Arganil (1801–2011) | Liczba ludności gminy Arganil (1801–2011) |
| ----------------------------------------- | ----------------------------------------- | ----------------------------------------- | ----------------------------------------- | ----------------------------------------- | ----------------------------------------- | ----------------------------------------- | ----------------------------------------- | ----------------------------------------- | ----------------------------------------- |
| 1801                                      | 1849                                      | 1900                                      | 1930                                      | 1960                                      | 1981                                      | 1991                                      | 2001                                      | 2004                                      | 2011                                      |
| 4 075                                     | 7 814                                     | 21 232                                    | 18 343                                    | 19 237                                    | 15 507                                    | 13 926                                    | 13 623                                    | 13 187                                    | 12 060                                    |

## Sołectwa
Sołectwa gminy Arganil (ludność wg stanu na 2011 r.):
- Anceriz - 146 osób
- Arganil - 3937 osób
- Barril de Alva - 281 osób
- Benfeita - 394 osoby
- Celavisa - 182 osoby
- Cepos - 135 osób
- Cerdeira - 324 osoby
- Coja - 1427 osób
- Folques - 356 osób
- Moura da Serra - 115 osób
- Piódão - 178 osób
- Pomares - 513 osób
- Pombeiro da Beira - 1010 osób
- São Martinho da Cortiça - 1319 osób
- Sarzedo - 665 osób
- Secarias - 430 osób
- Teixeira - 135 osób
- Vila Cova de Alva - 513 osób